# ورام عضلي غدي
الورام العضلي الغدي (بالإنجليزية: Adenomyomatosis)‏ هو حالة حميدة تتميز بفرط التنسج الذي يشمل جدار المرارة لأسباب غير معروفة. ويحدث الورام العضلي الغدي نتيجة فرط نمو الغشاء المخاطي، وسماكة جدار العضلات، وتكوين رتوج أو جيوب داخل الطبقة العضلية يطلق عليها جيوب روكيتانسكي - آشوف، وتسمى أيضا الخبايا الظهارية المحبوسة.

## الفسيولوجيا المرضية

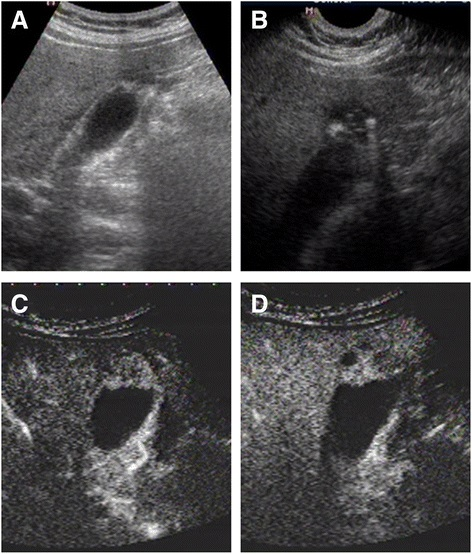
الموجات فوق الصوتية على البطن غير متباينة والموجات فوق الصوتية المعززة بالتباين لورام عضلي غدي في المرارة:
أ: قاع المرارة سميك وجدار المرارة معتم.
ب: تم الكشف عن البؤر مولدة للصدى بواسطة محول التردد العالي.
ج: الطور الشرياني - تعزيز غير متجانس بشكل مفرط والجدار سليم.
د: المرحلة الوريدية - المساحات عديمة الصدى أكثر وضوحاً.

جيوب ركتانسكي - آشوف هي رتوج كاذبة أو جيوب في جدار المرارة، وقد تكون مجهرية أو عينية. ونسيجيا، هي إفرازات الغشاء المخاطي للمرارة في طبقة عضلات المرارة والنسيج تحت المصلي نتيجة تضخم وفتق الخلايا الظهارية من خلال الطبقة الليفية العضلية لجدار المرارة.
ولا تعتبر جيوب روكيتانسكي - آشوف نفسها غير طبيعية ولكنها يمكن أن ترتبط بالتهاب المرارة.
وتتشكل نتيجة لزيادة الضغط في المرارة والأضرار المتكررة لجدار المرارة.

### أمراض ذات الصلة
يمكن أن تتشكل حصوات المرارة السوداء في جيوب روكيتانسكي - آشوف في المرارة بعد أربعة إلى خمسة عقود من العمر في غياب عوامل الخطر المعتادة لفرط تشبع الصفراء بالبيليروبين. وبالتالي، فهي مرتبطة مع الحصوات الصفراوية، كما تم الإبلاغ عن حالات الإصابة بسرطان المثانة ناشئة من جيوب روكيتانسكي - آشوف.

## التشخيص
تظهر جيوب روكيتانسكي - آشوف بالتصوير البطني بالموجات فوق الصوتية على أنها عُقد عالية الصدى مع انعكاس "ذيل المذنب"، والذي يمثل بلورات الكوليسترول، وهي خاصية محددة جدا للورام العضلي الغدي. ويلعب التصوير بالرنين المغناطيسي أيضًا دورًا مهمًا في تشخيص جيوب روكيتانسكي - آشوف.

## التسمية
سميت جيوب روكيتانسكي - آشوف بذلك الاسم نسبة إلى بعد كارل فريهير فون روكيتانسكي (1804-1878)، أخصائي علم الأمراض في فيينا بالنمسا، ولودفيغ أشوف (1866-1942)، وهو أخصائي علم الأمراض في بون بألمانيا.

## روابط خارجية
- 00859 على النص التشعبي التعاوني للأشعة (CHORUS)
- Histology at جامعة يوتا